# Gouvernement Houngbo I
Quatrième République
Mally Houngbo II
Le premier gouvernement de Gilbert Fossoun Houngbo est formé le 15 septembre 2008, une semaine après l'entrée en fonction du nouveau premier ministre. Il est composé de 27 ministres. Aucun membre des principaux partis d'opposition (UFC et CAR) n'en fait partie.

## Composition

### Premier ministre
| Portrait                | Fonction         | Titulaire | Titulaire          | Parti       |
| ----------------------- | ---------------- | --------- | ------------------ | ----------- |
| Gilbert Fossoun Houngbo | Premier ministre |           | Gilbert F. Houngbo | Indépendant |

### Ministres
Le gouvernement est composé de 27 ministres, soit six de plus que le précédent. La plupart des ministères, particulièrement les plus stratégiques, conservent la même personnalité à leur tête,.
| Fonction | Titulaire                | Titulaire                    | Parti |
| --- | ------------------------ | ---------------------------- | ----- |
| Ministre d'État Ministre de la Santé |                          | Komlan Mally                 | RPT   |
| Ministre d'État Ministre de l'Industrie, de l'Artisanat et des Innovations technologiques                                                   |                          | Léopold Gnininvi             | CDPA  |
| Ministre d'État Ministre de l'Administration territoriale, de la Décentralisation et des Collectivités locales Porte-parole du gouvernement |                          | Pascal Akoussoulèlou Bodjona | RPT   |
| Ministre de l'Urbanisme et de l'Habitat | Issifou Okoulou-Kantchat |                              | RPT   |
| Ministre de l'Économie et des Finances | Adji Otèth Ayassor       |                              | RPT   |
| Ministre de la Coopération, du Développement et de l'Aménagement du Territoire                                                              | Gilbert Bawara           |                              | RPT   |
| Garde des sceaux Ministre de la Justice, chargé des Relations avec les Institutions de la République                                        | Kokou Biossey Tozoun     |                              | RPT   |
| Ministre des Affaires étrangères et de l'Intégration régionale                                                                              |                          | Koffi Esaw                   | ?     |
| Ministre de l'Enseignement supérieur et de la Recherche                                                                                     |                          | Messan Adjimado Aduayom      | ?     |
| Ministre de la Sécurité et de la Protection civile                                                                                          |                          | Atcha Titikpina              | ?     |
| Ministre des Enseignements primaire, secondaire, technique et de l'Alphabétisation                                                          |                          | Yves Madow Nagou             | RPT   |
| Ministre des Postes et Télécommunications                                                                                                   | Kokouvi Dogbé            |                              | RPT   |
| Ministre de l'Action sociale, de la Promotion de la femme et de la Protection de l'Enfant des Personnes âgées                               | Mémounatou Ibrahima      |                              | RPT   |
| Ministre de l'Agriculture, de l'Élevage et de la Pêche                                                                                      |                          | Kossi Messan Ewovor          | ?     |
| Ministre des Mines, de l’Énergie et de l'Eau                                                                                                |                          | Dammipi Noupokou             | ?     |
| Ministre du Travail, de l'Emploi et de la Sécurité sociale                                                                                  |                          | Octave Nicoué Broohm         | CPP   |
| Ministre de l'Environnement et des Ressources forestières                                                                                   |                          | Kossivi Ayikoe               | RPT   |
| Ministre de la Fonction publique, de la Réforme administrative et des Relations avec les Institutions de la République                      | Ninsao Gnofam            |                              | RPT   |
| Ministre de l'Enseignement technique et de la Formation professionnelle                                                                     |                          | Henriette Kouévi-Amedjogbe   | ?     |
| Ministre du Tourisme |                          | Batienne Kpabre-Sylli        | RPT   |
| Ministre de la Communication et de la Culture                                                                                               |                          | Oulegoh Keyewa               | ?     |
| Ministre des Droits de l'Homme, de la Consolidation de la Démocratie et de la Formation civique                                             |                          | Yacoubou Koumadjo Hamadou    | RPT   |
| Ministre des Sports et des Loisirs | Padumhèkou Tchao         |                              | RPT   |

### Ministres délégués et secrétaires d'État
Les ministères des Transports, et de la Défense et des anciens Combattants sont rattachés à la Présidence de la République.
| Fonction | Titulaire                       | Titulaire                | Parti |
| --- | ------------------------------- | ------------------------ | ----- |
| Ministre délégué auprès du Président de la République, chargé du Commerce et de la Promotion du Secteur privé                   |                                 | Batienne Kpabre-Sylli    | RPT   |
| Ministre déléguée auprès du Premier Ministre, chargé du Développement à la Base                                                 | Victoire Sidémého Tomégah-Dogbé |                          | RPT   |
| Secrétaire d'État auprès du Premier Ministre, chargé de la Jeunesse et de l'Emploi des Jeunes                                   |                                 | Nathalie Manzinèwè Bitho | ?     |
| Secrétaire d'État auprès du Ministre de la Coopération et de l'Aménagement du Territoire, chargé de l'Aménagement du Territoire |                                 | Bandifoh Ouro-Akondo     | ?     |